# Foot-candle
Le pied-bougie ou foot-candle est une unité d'éclairement lumineux du système d'unités de mesure américaines. Le foot-candle est utilisé dans l'industrie du cinéma et de l'audiovisuel. L'unité SI est le lux (lx).

## Définition
Le pied-bougie (ou foot-candle) est l'éclairement lumineux reçu par une surface éclairée par une source d'intensité lumineuse de 1 candela (cd) située à 1 pied (0,304 8 m) sous incidence normale.
{\displaystyle \mathrm {1\;fc=1\;lm\ ft^{-2}={\frac {1}{0{,}3048^{2}}}\;lx\approx 10{,}764\;lx} }